# Vlag van Veere

Vlag van de gemeente Veere

De vlag van Veere is de onofficiële gemeentelijke vlag van de Zeeuwse gemeente Veere. De vlag bestaat uit een witte achtergrond waarop het gemeentelogo is afgebeeld. Logovlaggen worden niet opgenomen in het vlaggenregister van de Hoge Raad van Adel omdat ze zich niet aan de regels van de vlaggenleer houden.

## Voorgaande vlaggen
Op 2 maart 1857 werd aan de Commissaris des Konings als vlag opgegeven: Rood met op het midden het wapenschild Borssele. Deze vlag is tussen 1686 en 1860 in meerdere bronnen beschreven en weergegeven, in enkele gevallen met de opmerking dat het om een geus gaat. Deze vlag werd op zee als herkenningsteken gevoerd. De opgave van de vlag was gerelateerd aan een verzoek van de Franse minister van Marine aan de Nederlandse overheid om de op zee gevoerde vlaggen van Nederlandse schepen op te geven. Volgens Derkwillem Visser is deze vlag op 29 januari 1975 als gemeentevlag aangenomen.
Verder vermeldt Smallegange in zijn Nieuwe Cronyk van Zeeland in 1700 een vlag met drie gelijke banen in rood, wit en blauw, met in het midden van de witte baan het wapenschild Borssele.

## Afbeeldingen

Vlag van Veere circa 1800
Geus uit 1783
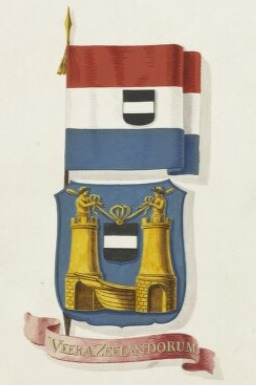
Uit de historisch-topografische atlas Zelandia Illustrata circa 1800
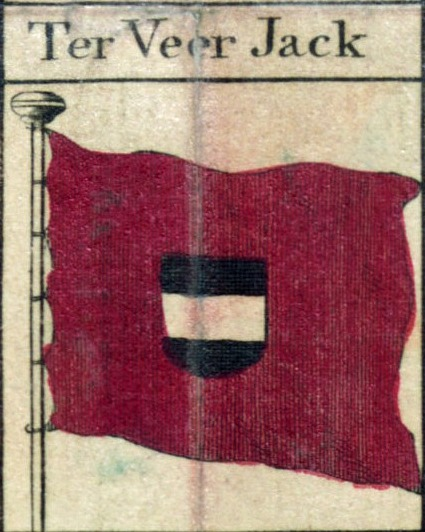
Geus van Veere, volgens Bowles (1783)
Het wapen van Borsele

Borsele 
· Goes 
· Hulst 
· Kapelle 
· Middelburg 
· Noord-Beveland 
· Reimerswaal 
· Schouwen-Duiveland 
· Sluis 
· Terneuzen 
· Tholen 
· Veere 
· Vlissingen